# Les Clefs de bagnole
Pour plus de détails, voir Fiche technique et Distribution.
Les Clefs de bagnole est un film français réalisé par Laurent Baffie, sorti le 10 décembre 2003.

## Synopsis
Il est difficile de réaliser un bon film. Laurent Baffie l'a compris et emmène Daniel Russo dans une aventure ubuesque et décalée, à la recherche des clefs de bagnole qu'il a perdues. En réalité, ses clefs sont dans sa poche gauche, mais tout cela n'est qu'une allégorie de la vie, de l'amitié et de l'aventure. Une aventure dans laquelle Baffie joue son propre rôle, à la fois d'acteur, de réalisateur, de scénariste, de producteur et de personnage.

## Fiche technique
- Titre : Les Clefs de bagnole
- Réalisation : Laurent Baffie
- Scénario : Laurent Baffie
- Musique : Ramon Pipin
- Photographie : Philippe Vene
- Montage : Mathilde Cousin et Anne Lafarge
- Production : Laurent Baffie
- Société de production : Laurent Baffie Productions
- Société de distribution : Rezo Films
- Budget : 23 millions de francs (3,5 millions d'euros)[1]
- Pays de production :  France
- Langue originale : français
- Format : couleur - 2,35:1 - 35 mm - Dolby Digital
- Genre : comédie
- Durée : 94 minutes
- Dates de sortie : 
  - France et Belgique : 10 décembre 2003
- Classification :
  - France : tous publics (CCOC)

## Distribution
La distribution du film fait appel à de très nombreuses personnalités de la télévision, du cinéma et de la scène française.
- Laurent Baffie : Laurent
- Daniel Russo : Daniel
- Alexandra Sarramona : Lucie
- Pascal Sellem : Pascal, le barman / le hippie
- Karine Lyachenko : la femme du barman
- Dani : la châtelaine
- Gérard Depardieu : le fromager
- Alain Chabat : le vendeur de chiens du magasin « A Toulétoutou »
- Michel Galabru : l'instituteur
- Jean-Marie Bigard : le directeur de la banque
- Mado Maurin : la vieille dame sur le bateau
- Marcel Gotlib : l'homme au running-gag (lui-même)
- Jamel Debbouze : la voix du chien en pâte à modeler
- François Rollin : le statisticien du Marineland
- Claire Maurier : la dame dans le parc (en référence au film Les Quatre Cents Coups)
- Maître Capello : un passant linguiste
- Bruno Moynot : Monsieur Preskovic
- Chantal Ladesou : la guichetière de la banque
- Guy Lecluyse : un client du café
- Maxime Le Forestier : le chanteur auprès du feu de camp
- Chantal Lauby : celle qui veut vendre son film en s'accrochant à la cheville d'un passant (en référence au film fictif Red is dead, du film La Cité de la peur)
- Charles Gérard : celui qui vend toujours une Mercedes (en référence au film L'aventure c'est l'aventure)
- Nelson Monfort : le commentateur des plongeons (en voix-off)
- Thierry Ardisson : lui-même, dans son émission Tout le monde en parle
- Geneviève de Fontenay : celle qui sonne à la porte
- Danièle Gilbert : celle qui aussi sonne à la porte
- Jean-Louis Aubert : le clap de fin
- Sophie Marceau : le clap de début

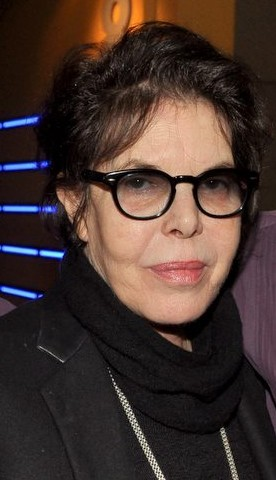
Dani
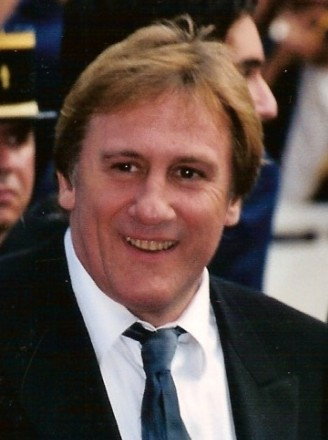
Gérard Depardieu
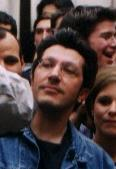
Alain Chabat
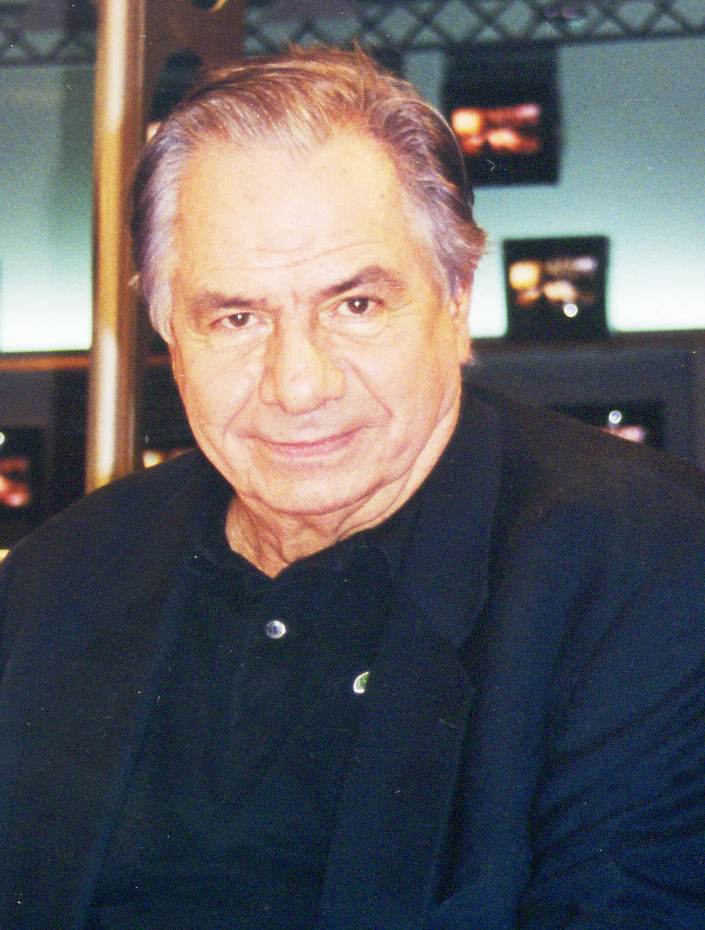
Michel Galabru
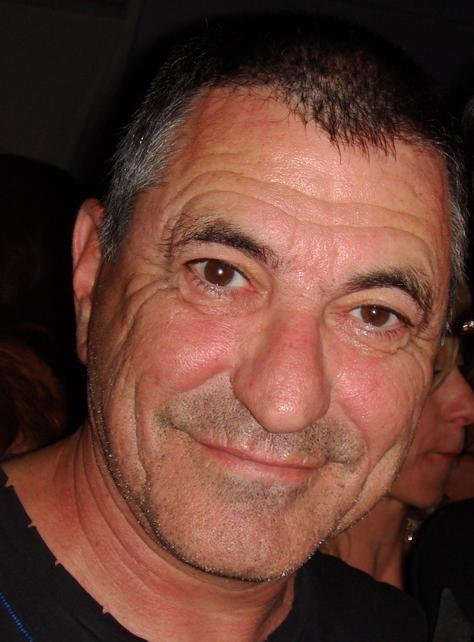
Jean-Marie Bigard
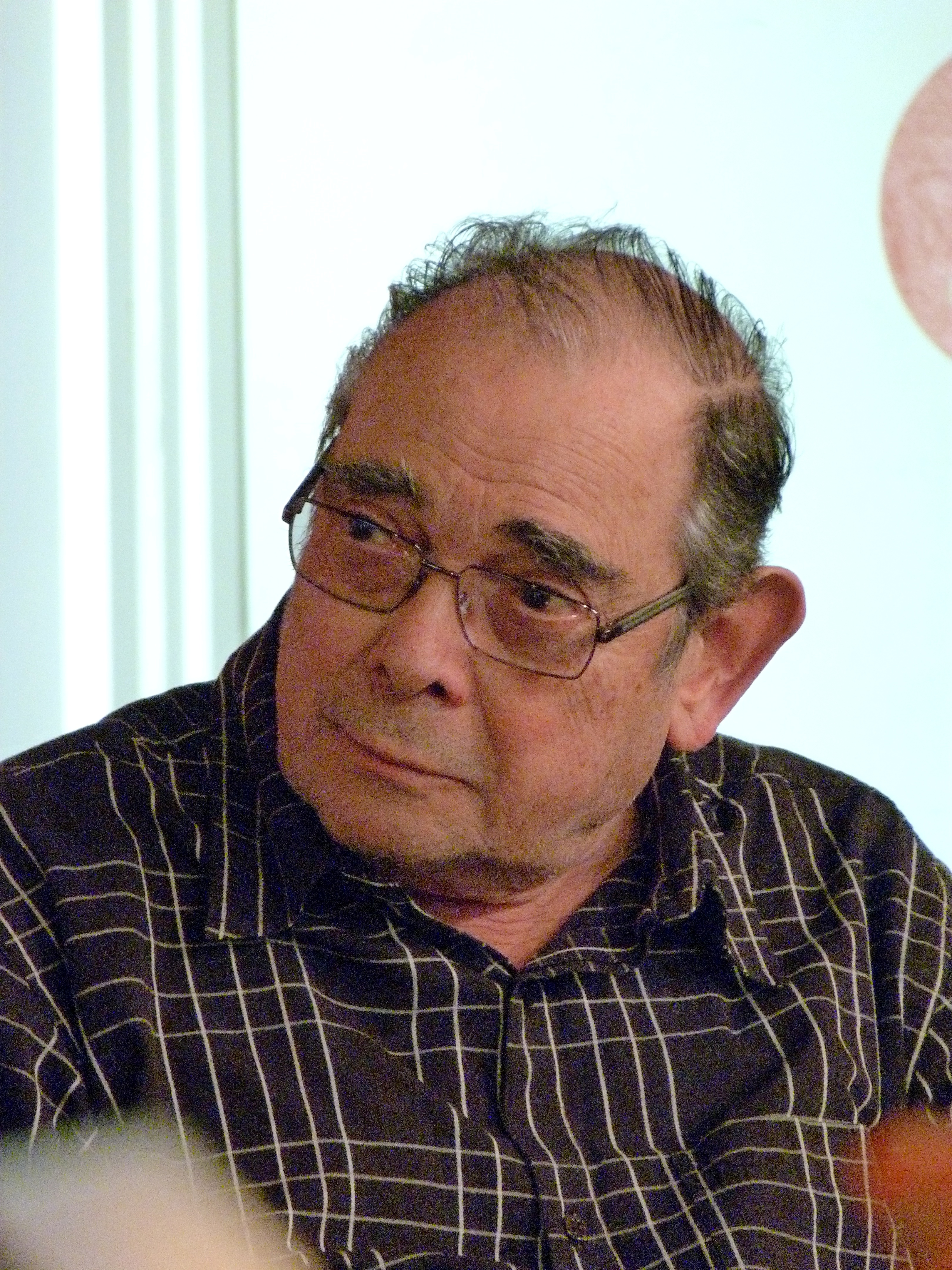
Marcel Gotlib
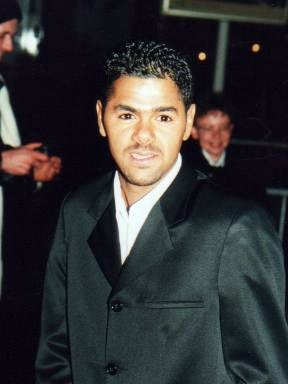
Jamel Debbouze
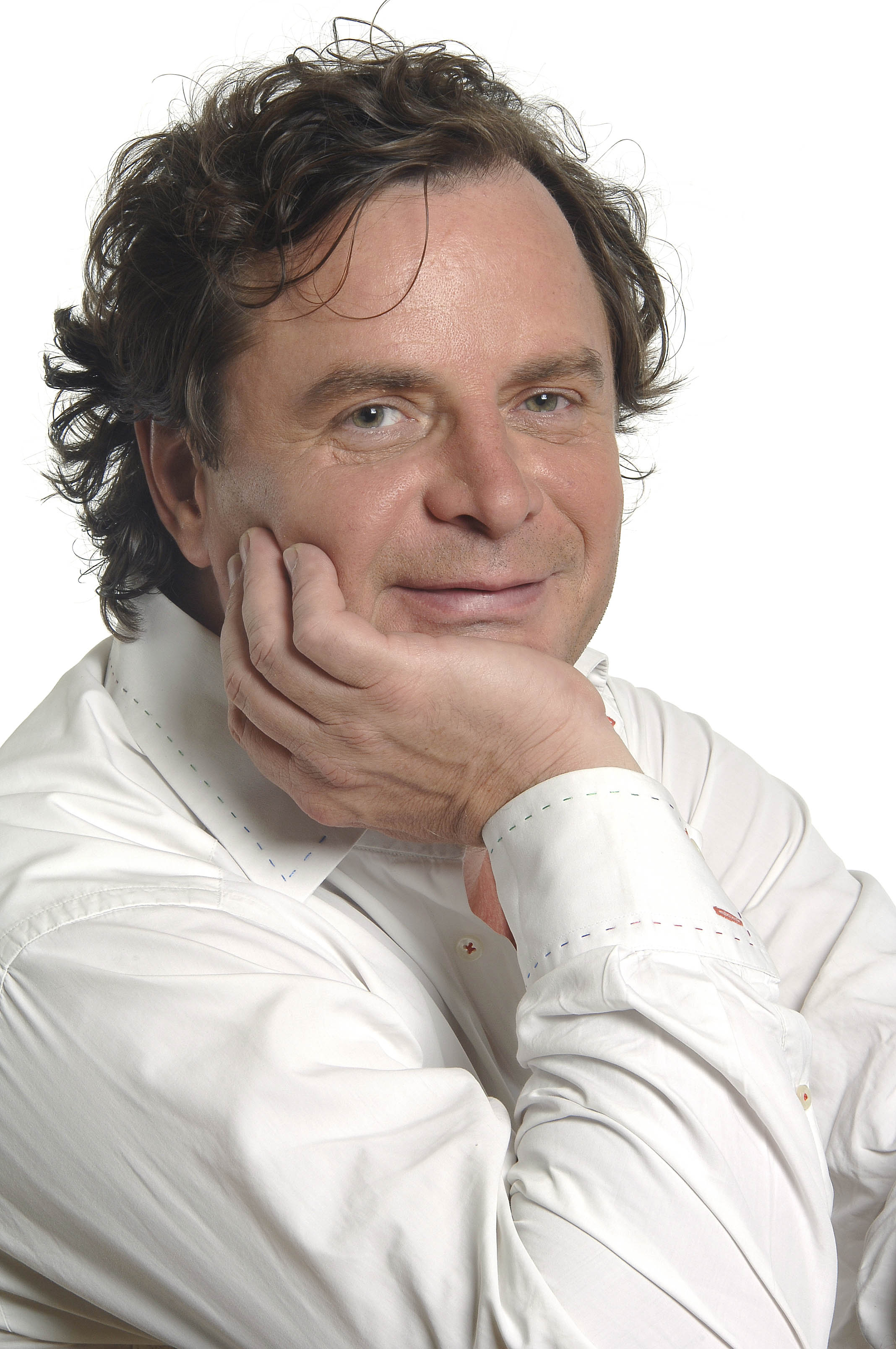
François Rollin
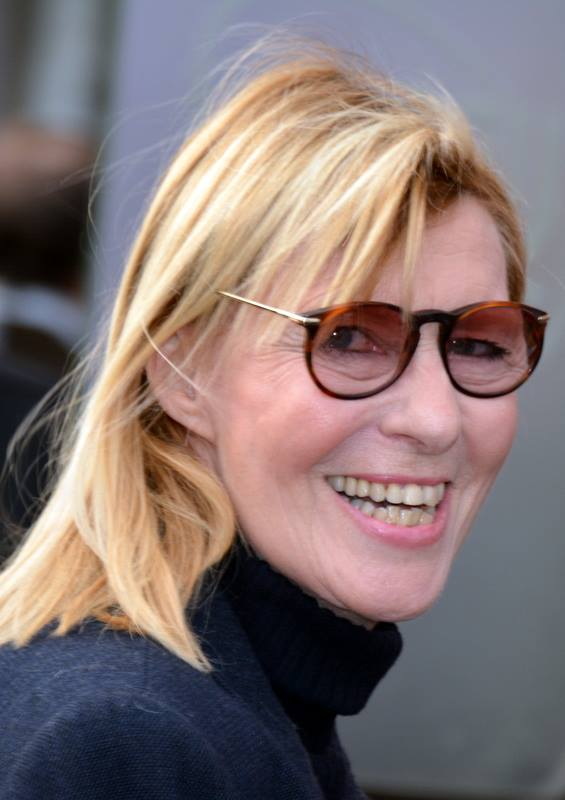
Chantal Ladesou
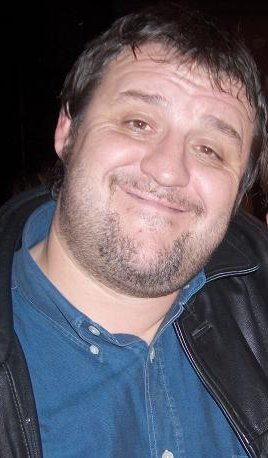
Guy Lecluyse
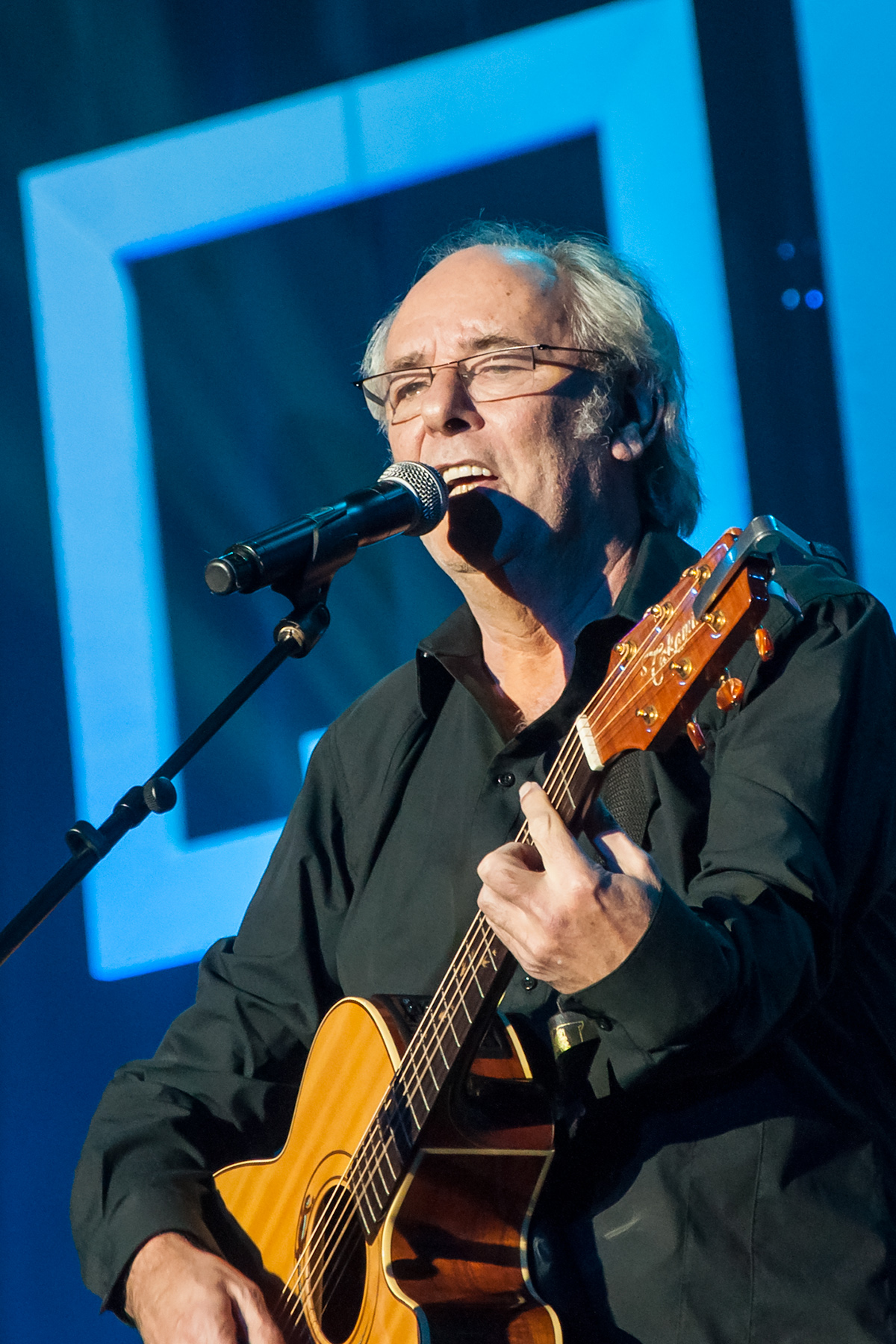
Maxime Le Forestier
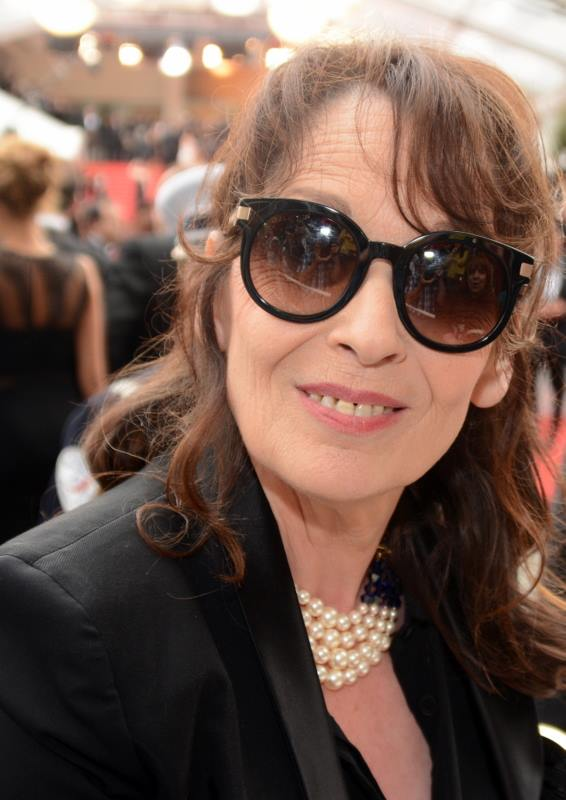
Chantal Lauby
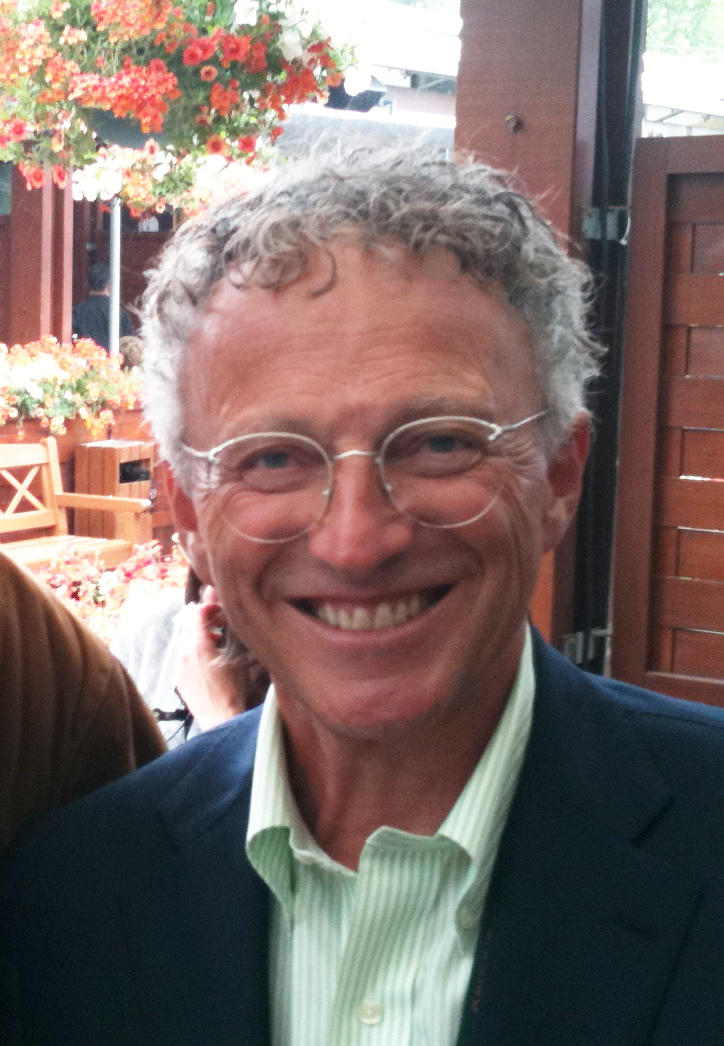
Nelson Monfort
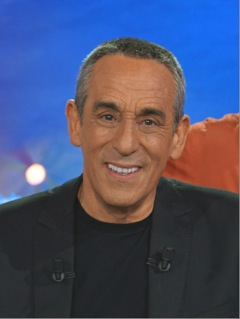
Thierry Ardisson
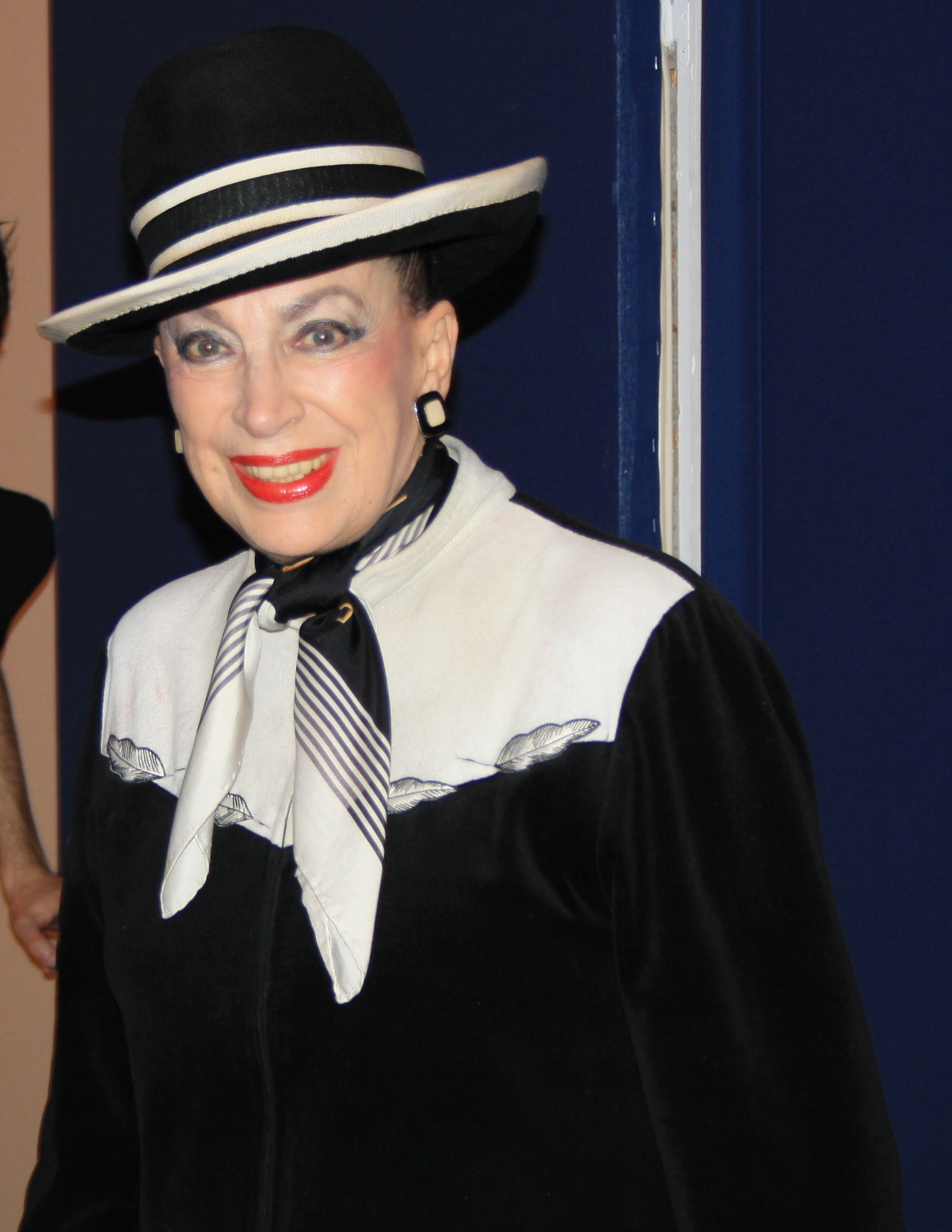
Geneviève de Fontenay
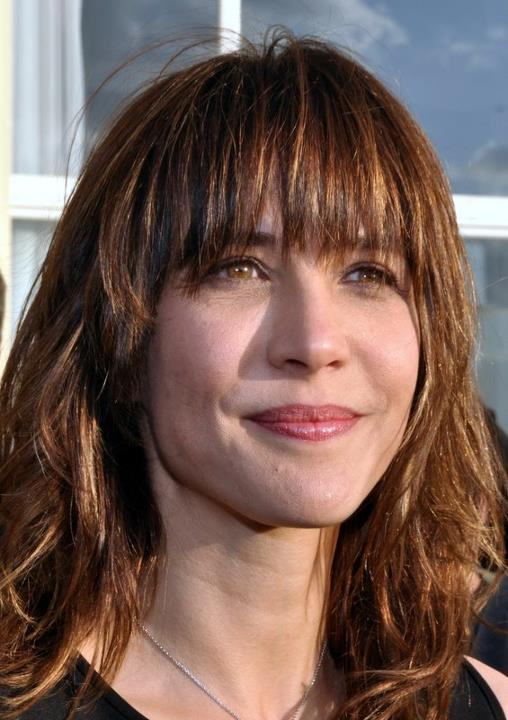
Sophie Marceau

Au début du film, Baffie demande à de grands producteurs du cinéma français de financer son film. Dans l'ordre apparaissent :
- Claude Berri
- Alain Terzian
- Dominique Farrugia
- Charles Gassot
- Alain Sarde

Ensuite, plusieurs comédiens sont filmés en train de refuser de jouer dans le film. Ces comédiens sont (dans l'ordre d'apparition) :
- Guillaume Canet
- Marc Lavoine
- Jean-Claude Brialy
- Yvan Attal
- Guy Bedos
- Gérard Darmon
- Élie Semoun
- Dieudonné
- Bernard Campan
- Didier Bourdon
- Pascal Légitimus
- Bruno Putzulu
- Dominique Besnehard
- Jean-Pierre Darroussin
- Antoine de Caunes
- Jacques Gamblin
- Enrico Macias
- Kad et Olivier
- Édouard Baer
- Florent Pagny
- Bruno Solo & Thierry Frémont
- Bernard Menez
- Gérard Jugnot
- Michaël Youn
- Patrick Timsit
- Vincent Lindon
- Jean-Marc Barr
- Vincent Pérez
- Patrick Braoudé
- Roschdy Zem
- Michel Muller
- Smaïn
- Eddy Mitchell
- Régis Laspalès
- Michel Boujenah
- Albert Dupontel
- Éric Cantona
- Jean Rochefort
- Richard Berry
- Samuel Le Bihan
- Les Robins des Bois

- Lorànt Deutsch
- Jean Dujardin
- Mouss Diouf
- Dave
- Daniel Auteuil
- Pierre Richard
- Pierre Arditi
- Gad Elmaleh
- Thierry Lhermitte
- Jamel Debbouze
- Gérard Lanvin

## Production

### Genèse et développement

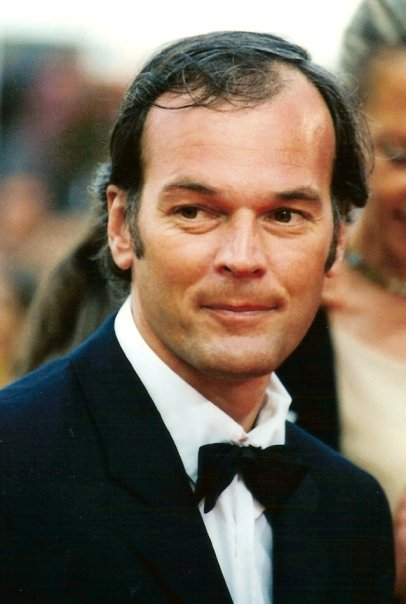
Laurent Baffie en 1998 au festival de Cannes, à une époque où il demarche les producteurs pour financer Les Clefs de Bagnole.

Rendu célèbre par ses interventions à la télévision chez Thierry Ardisson, ses émissions de radio, ses caméras cachées, ses micro-trottoirs irrévérencieux, et ses sketches écrits pour Jean-Marie Bigard, l'humoriste Laurent Baffie commence à se rapprocher du cinéma dans les années 1990, sur le conseil d'un nouvel ami, l'acteur Daniel Russo. Il apparaît alors dans quelques films et courts-métrages, sans se considérer comme un très bon comédien. Il s'intéresse néanmoins à la réalisation, déclarant avoir « toujours voulu écrire une pièce, faire un one-man-show et réaliser un film ».
Il démarche des financiers pour concevoir un premier court-métrage intitulé Espèce de gros con, parodie du programme Histoires naturelles racontant une chasse aux cons dans Paris (Russo explique qu'« Il a appelé son film comme cela pour aller voir les producteurs et leur dire : “Est-ce que tu veux produire mon film, Espèce de gros con ?” »). Ce premier court-métrage, produit par Claude Lelouch, déçoit Baffie mais lui permet de constituer autour de lui une équipe d'artistes et techniciens comme le chef-opérateur Philippe Vène ou le compositeur Ramon Pipin. Son second court-métrage, Hot Dog (1999), mettant en scène des chiens, est une bien meilleure expérience, satisfaisant pour Baffie, qui lui vaut une certaine reconnaissance critique. À partir de 2001, il remporte un grand succès au théâtre avec sa pièce Sexe, Magouilles et Culture générale. Il fonde sa société Laurent Baffie Productions pour produire Hot Dog et Sexe, Magouilles et Culture générale.
Laurent Baffie construit son premier long-métrage Les Clefs de Bagnole pendant sept ans, tentant vainement de le proposer à plusieurs producteurs, notamment à chaque festival de Cannes. Le projet est risqué, et les mises en garde envers Baffie sont fréquentes, d'autant que son comparse Jean-Marie Bigard vient d'essuyer un échec critique et commercial en dirigeant L'Âme-soeur (1999). Pour son premier film, Baffie désire rendre hommage au septième art : « C'est un film que j'ai voulu en forme de cri d'amour au cinéma que j'aime et, en écrivant le scénario, j'avais deux références : Annie Hall de Woody Allen et Last Action Hero de John McTiernan, qui pratiquent tous deux la mise en abyme. On ajoute à cela un peu de Monty Python, Y a-t-il un pilote dans l'avion ? et Audiard. Mon film est criblé de clins d'œil au cinéma, et c'était ça que je voulais faire : un film sur le cinéma, à travers l'alibi du mec qui cherche ses clés ». Aucun producteur n'accepte finalement de financer le film, obligeant Baffie à le faire lui-même,. Sur le budget de 23 millions de francs requis, Canal+ apporte quatre millions, le distributeur du futur DVD avance deux millions, Baffie investit un à deux millions issus des recettes de Sexe, Magouilles et Culture générale et s'endette pour obtenir le reste.

### Attribution des rôles
La plupart des acteurs apparaissent dans le film sans être payés, y compris l'acteur français le plus sollicité de l'époque : Gérard Depardieu dans son petit rôle de fromager.

### Tournage
Laurent Baffie élabore un film coûteux : « le tournage en cinémascope sur pellicule, les jours de tournage dans le Sud, les hélicos, les camions, les séquences animées… Le film me coûtait 80 000 euros par jour »,.

### Bande originale

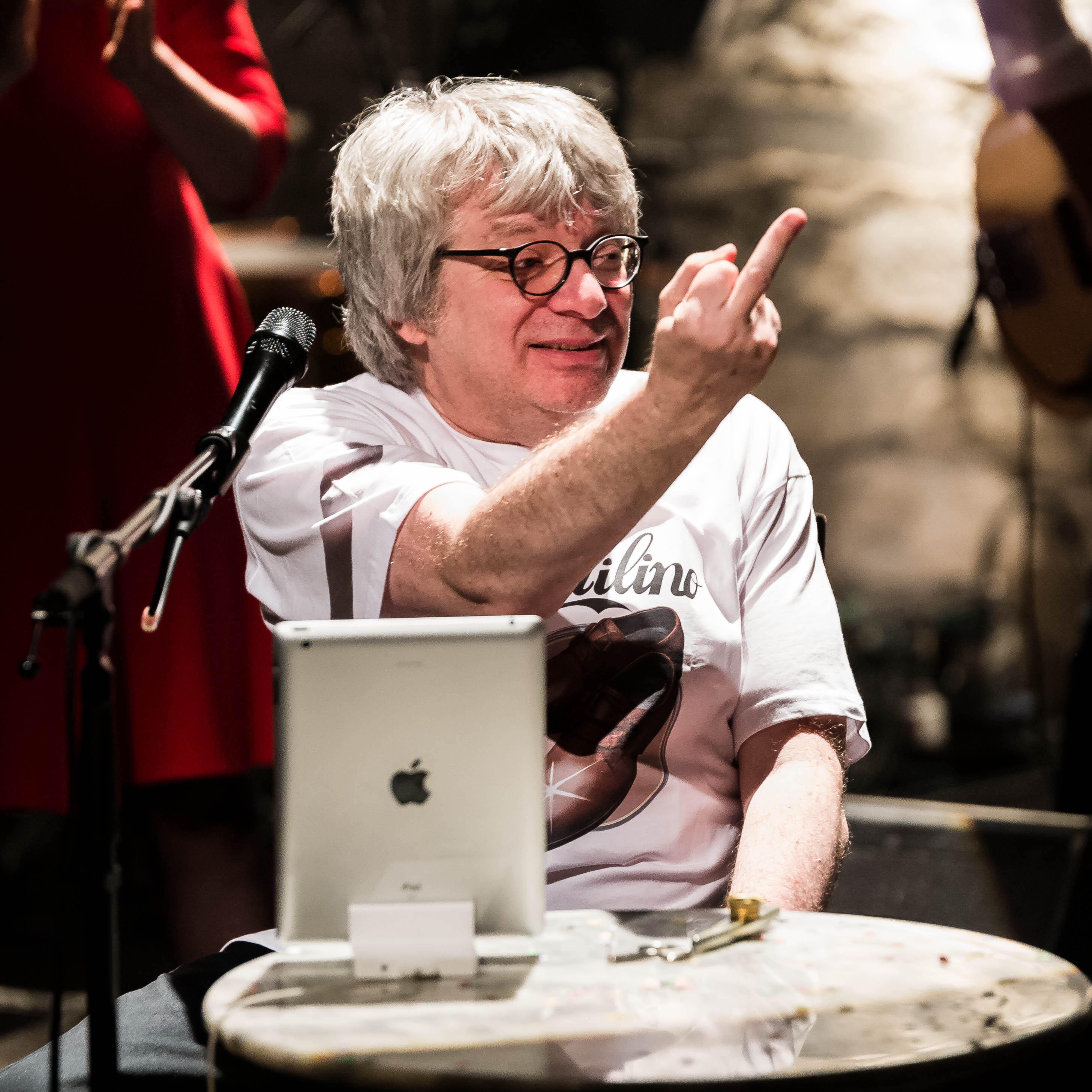
Ramon Pipin, ici en 2016, compose la musique du film.

Ramon Pipin compose la bande originale des Clefs de bagnole, après avoir mis en musique les courts-métrages et les deux premières pièces de Laurent Baffie. Le réalisateur insiste pour avoir un thème à quatre notes, s'adaptant aux différentes scènes. Pipin en parle comme d'« une obsession, celle d'avoir un thème à quatre notes, bien précis. Il voulait le mettre à toutes les sauces ». Baffie, mélomane, abuse volontairement de ce thème principal et en demande des variantes de tous styles, plus d'une vingtaine au total. Le compositeur se souvient : « J'ai fait une version slow, une version sonnerie de téléphone… plein de trucs. Ainsi qu'une parodie d'Ennio Morricone, pour les scènes dans le sud ». Dans le même esprit de dépenses que le reste du projet, Baffie se permet d'engager Maxime Le Forestier pour créer une chanson originale, La Clef des routes, que le chanteur-guitariste interprète avec ses musiciens lors de la scène du feu de camp.

## Exploitation et accueil

### Accueil critique
Les Clefs de bagnole divise les critiques,. Pour Philippe Rouyer de Positif, « Laurent Baffie a voulu s'essayer au cinéma. Et il s'en tire plutôt bien (…) il a réussi à transposer son comique irrévérencieux, plein d'autodérision et de mauvais goût, du petit au grand écran »,. Nicolas Schaller de Première proclame : « Personne n'en rêvait, Baffie l'a fait : le plus réussi des films nuls. La plus belle distribution de l'histoire du cinéma français, les meilleurs animaux-acteurs jamais vus sur un écran au service de l'intrigue la plus volontairement conne qu'on puisse imaginer. Le problème, c'est que c'est vraiment très drôle »,. Isabelle Regnier dans Le Monde juge que « la réussite du film tient au rôle que s'est assigné Laurent Baffie : le sien, personnage public, acteur, réalisateur et scénariste de son propre film en train de se faire. Sur ce terrain, il trouve quelques bonnes idées. Malheureusement, les mêmes causes produisent également les (gros) défauts du film. Parfaitement adapté à l'idée même de la télévision, le cynisme de Laurent Baffie (…) s'avère plus stérile sur grand écran »,.

« Laurent Baffie a donc tourné un film en train de se faire. Sur les difficultés de rendre vrai l'imaginaire. Avec une feinte naïveté, il semble découvrir les joies et la magie du cinéma, et on le contemple, pas dupe mais complice, en train de faire joujou avec sa caméra et son histoire qui n'existe pas. Il y a quelques chutes de rythme et deux ou trois grossièretés, sans lesquelles Baffie n'oserait probablement pas se regarder dans la glace le matin. Mais on remarque son goût pour le gag absurde et pour le non-sens insolent (Alain Chabat, irrésistible vendeur de chiens). On aurait simplement aimé encore plus d'audace, de folie plus ou moins douce. »

— Pierre Murat, Télérama,.
Gilles Renault de Libération estime que « L'effet d'empilage surprend et amuse. Cinq minutes. Le temps de saisir l'« astuce » narrative qui consiste à passer en revue tous les cas de figure d'un tournage calamiteux (…) Subséquemment, la parodie, faute de souffle et d'idée régénératrice, finit par se mordre la queue ». Les Inrockuptibles se lamente que « le film joue sur une perche usée à souhait par le genre parodique : l'alternance entre le respect d'un scénario minimaliste (…) et un faux making-of complaisant. L'amuseur répète tout au long du film qu'il s'agit d'un « navet ». On confirme »,. Dans Le Nouvel Obs, Bernard Achour dénonce : « Peu importe qu'on en révèle la fin, puisque l'acteur-auteur-réalisateur le fait lui-même au bout de quelques minutes. C'est dire s'il s'en tape, de son histoire. Comme du reste, d'ailleurs (…) puisque dans un film, c'est bien connu, tout est possible. Y compris de carboniser toute notion de plaisir avec un cynisme, une complaisance et un second degré insoutenable ». François Bégaudeau des Cahiers du cinéma fustige « le grand Laurent-la-casse-à-froid abandonne son flegme et — certes pas autant que le laborieux Daniel Russo — s'agite par compensation dans la vacuité du deuxième degré (…) D'où vient que parmi ce creux fouillis et les dizaines de guests venus faireunpetitcoucou, on doive au seul Chabat une vraie trouée de rire ? ».

### Accueil public
Le slogan publicitaire pour le lancement est, par provocation, « N'y allez pas, c'est une merde ! ». Le film attire 101 764 spectacteurs la première semaine, puis 51 212 la deuxième. Les Clefs de bagnole sort en salles en décembre 2003. Baffie aurait préféré sortir le film en été, plutôt qu'en fin d'année où arrivent plusieurs gros films américains, Le Monde de Nemo, Kill Bill : Volume 1 et Le Seigneur des anneaux : Le Retour du roi. Les Clefs de bagnole cumule 176 957 entrées, dont 55 385 à Paris. Le film ne rencontre pas le succès escompté et place Laurent Baffie, également producteur, dans une situation financière critique,. Lors d'une interview en 2003, Laurent Baffie déclare sur un ton ironique : « si vous n'avez pas aimé mon film, c'est que je vous avais prévenu ! »[réf. souhaitée] Baffie met sept ans pour rembourser ses dettes. Il explique qu'« à 300 000 entrées, je ne perdais pas d'argent, mais on n'en a fait que 180 000 et ça a fait un gros trou dans la caisse ». En 2016, il raconte : « J'ai évidemment très mal vécu cet échec, mais en même temps je m'étais mis en situation mentale de poète maudit en me disant que je préfère faire un film bien et qu'on redécouvrira dans 20 ans, plutôt qu'une merde qui fait deux millions d'entrées mais dont j'aurai honte toute ma vie. Je l'ai revu hier soir avec les gens, et c'était ma plus belle projection du film en quinze ans, tout le monde était bienveillant. Il y a des scènes ratées, mais à l'arrivée je considère qu'il y a un tiers de mauvais, un tiers de moyen et un tiers de formidable. Je ne regretterai jamais d'avoir fait Les Clés de bagnole, j'en suis très fier ».

## Autour du film
- Le film s'ouvre sur une séquence au cours de laquelle une série d'acteurs français célèbres disent à Laurent Baffie qu'ils refusent de jouer dans son film. Les bonus du DVD montrent d'ailleurs des « nouveaux refus inédits », dont ceux d'acteurs américains comme Michael Madsen et Andy Garcia, mais aussi ceux de Pierre Palmade, Jean-Pierre Marielle, Bernard Giraudeau, François Berléand, Éric Judor, Ramzy Bedia, Vincent Cassel, Bernard Tapie, Christophe Lambert, Guillaume Depardieu, Richard Bohringer, Romain Duris, Michel Serrault, Anthony Delon et Alain Delon.
- Lors de la scène du hold-up, Daniel Russo parle de Quentin Tarantino. Or, Daniel Russo a travaillé sur le doublage de deux de ses films : Reservoir Dogs et Pulp Fiction. En effet, il a longtemps été la voix française de Harvey Keitel.
- Lors de la dernière de l'émission Tout le monde en parle (juillet 2006), Laurent Baffie annonce sur un ton ironique qu'il compte faire une suite à ce film. Cette suite s'intitulerait Les Clefs de bagnole 3 et le slogan serait « Le 2 était tellement nul qu'on l'a jeté ». En 2016, Brice 3, suite de Brice de Nice, utilise cette idée, en expliquant « Parce que le 2, je l'ai cassé ».
- Dans l'émission Happy Hour du 19 décembre 2011 (19:52), Laurent Baffie affirme que son film a fait non pas 100 000, mais 200 000 entrées et déclare : « Ce n'est pas beaucoup, c'est 200 000, mais c'est plus que 100 000 et j'y tiens ».
- Le DVD du film contient le court métrage Hot Dog.

## Analyse
Augmentant la mise en abyme du film, Les Clefs de bagnole est riche de références au cinéma. Lors d'un micro-trottoir, le personnage de monsieur Preskovitch du Père Noël est une ordure (1982), incarné par Bruno Moynot, intervient pour proposer son fameux « dobitchu ». Des établissements portent le nom Les Quatre Cents Coups, La Guerre des boutons, Un singe en hiver et Dupont Lajoie, en référence aux films culte réalisés respectivement par François Truffaut, Yves Robert, Henri Verneuil et Yves Boisset. Le bar central du film se nomme L'Écailler du cinéma, en référence à la revue cinématographique les Cahiers du cinéma. Dans ce bar on peut également voir accroché au mur, un clap avec inscrit à la craie le film La Cuisine au beurre.
Le film cite énormément le nombre 23, nombre fétiche de Laurent Baffie.